# Esteros del Iberá
Die Esteros del Iberá sind ein 13.000 km² großes Sumpfgebiet in Argentinien. Es liegt in der Provinz Corrientes im Nordosten des Landes im Grenzgebiet zu Brasilien und Paraguay.
Der Name Iberá stammt aus dem Guaraní, wo y vera „helles Wasser“ bedeutet. Das Gebiet ist eine Mischung aus Sumpf, Moor, Seen und Lagunen. Die Esteros del Iberá sind nach dem Pantanal in Brasilien das größte Feuchtgebiet Südamerikas.
Seit 1982 sind die Esteros del Iberá Teil einer Schutzzone, die 14 % der Provinz Corrientes ausmacht und damit das größte Schutzgebiet in Argentinien darstellt. Das Gebiet ist auch eines der wichtigsten Süßwasser-Reservoirs des Kontinents. 245 km² fallen als Feuchtgebiet internationaler Bedeutung seit 2002 unter das Ramsar-Abkommen.
Die Esteros del Iberá sind bekannt für ihre Artenvielfalt, darunter der Neotropische Otter (Lontra longicaudis), der Mähnenwolf, der Pampashirsch und der Sumpfhirsch. Außerdem leben dort Kaimane, der Capybara (Wasserschwein) und ungefähr 350 Vogelarten. In einem Großteil des Gebiets ist die Jagd verboten.
In den 1970er Jahren waren dort Jaguare und Riesenotter von Jägern und Landwirten ausgerottet. Der US-amerikanische Multimilliardär Douglas Tompkins kaufte einen Großteil des Sumpfgebiets in den 1990er Jahren auf und ließ es renaturieren. Im Zuge der Renaturierung erfolgte auch die Auswilderung von Jaguaren, Riesenottern und Ameisenbären.

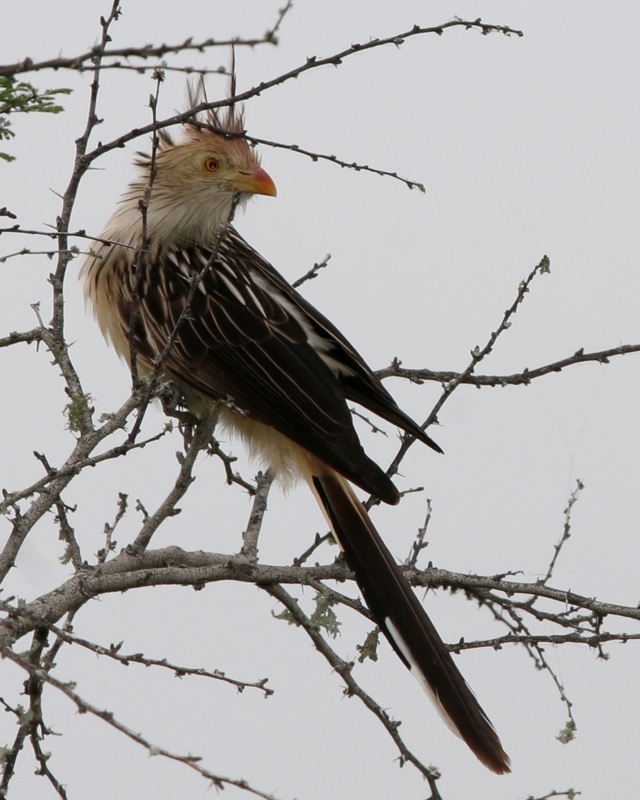
Guirakuckuck
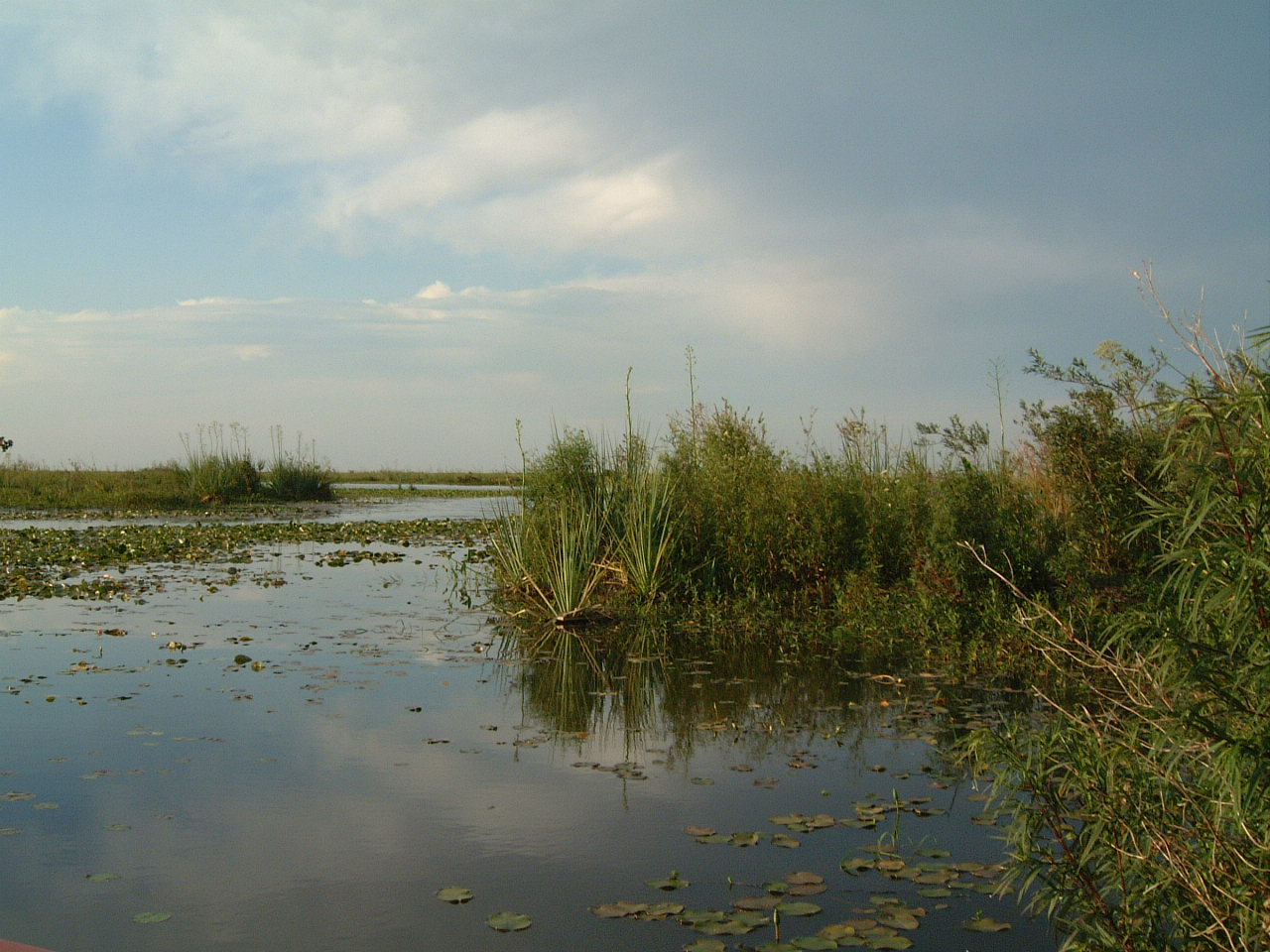
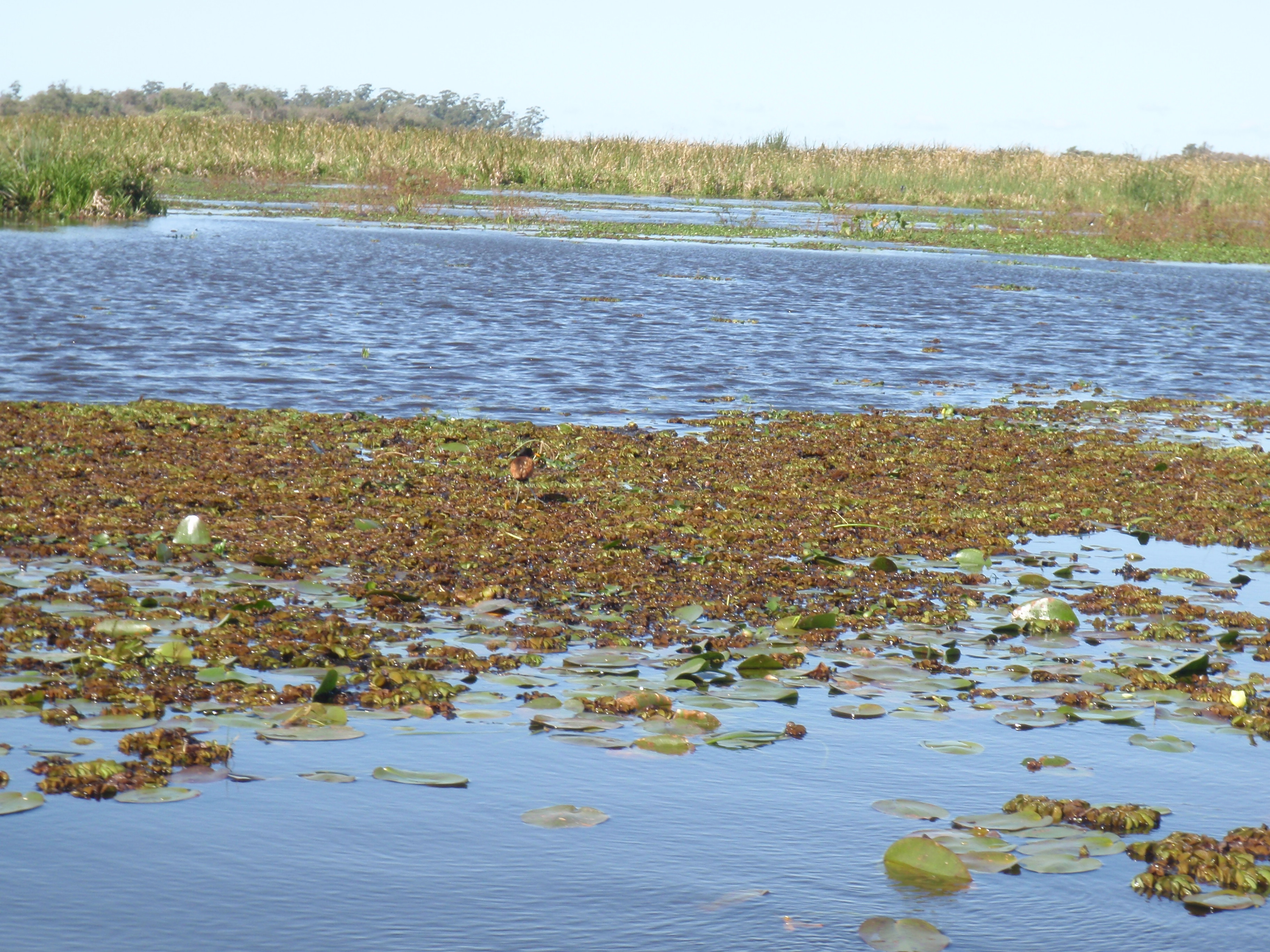